# 512-es busz
Az 512-es számú regionális autóbusz Hosszúberek-Péteri megállóhelyet és Péterit köti össze. 2016. október 2-áig 2216-os jelzéssel közlekedett.

## Megállóhelyei
| 0 | Hosszúberek-Péteri vasúti megállóhely végállomás | 3 | S50      |
| 1 | Péteri, vasúti megállóhely elágazás              | 2 | 504, 505 |
| 2 | Péteri, községháza                               | 1 | 504, 505 |
| 3 | Péteri, autóbusz-forduló végállomás              | 0 | 504, 505 |